# جمال عوض ناصر
جمال عوض ناصر دبلوماسي يمني. تخلى عن منصبه كسفير للجزائر خلال ثورة الشباب اليمنية 2011 ولكنه قوبل بالرّفض من طرف الحكومة.